# Angína

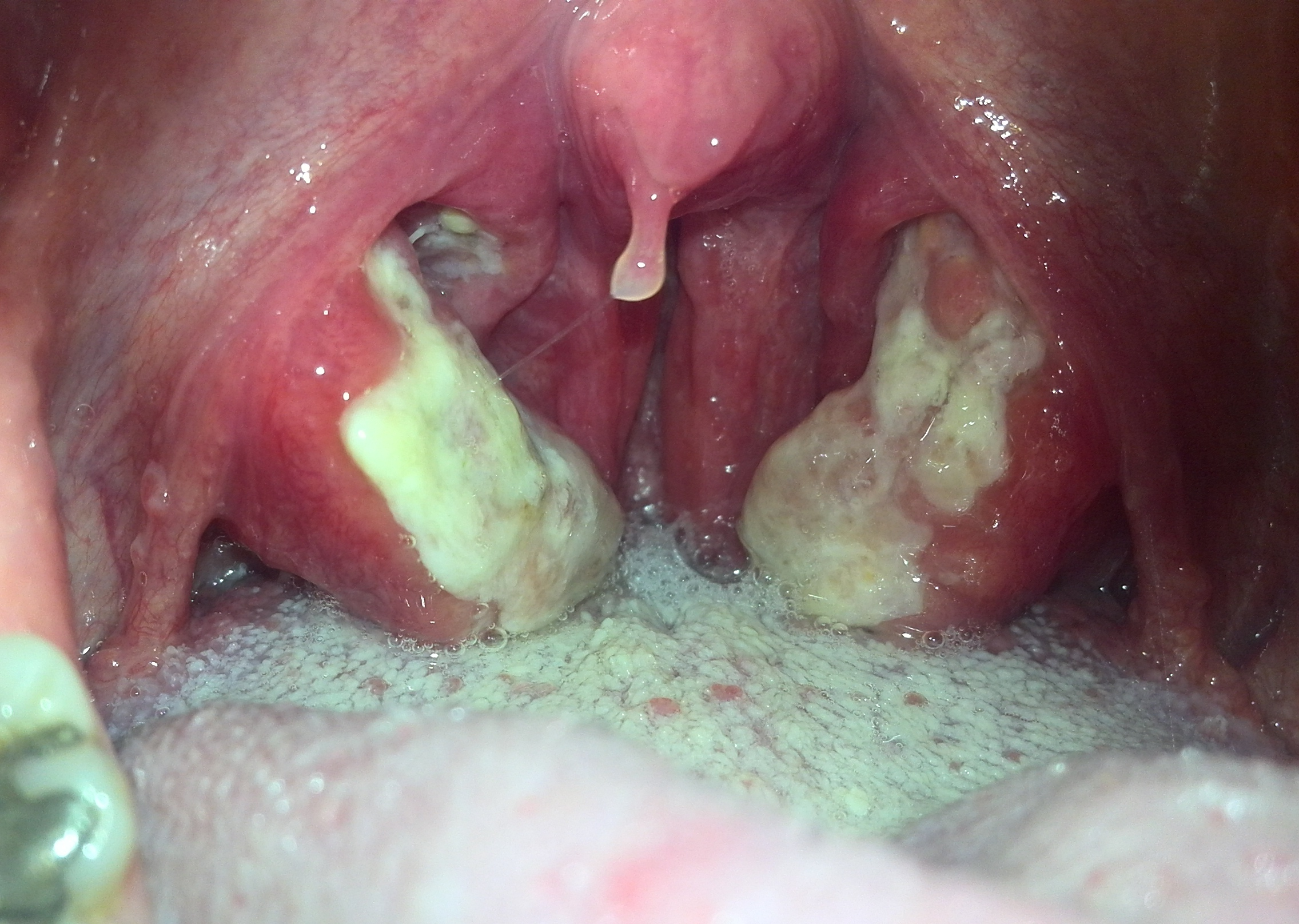
Angína u dospělého pacienta

Angína čili tonzilitida je zánět krčních mandlí. Může být akutní nebo chronická. Akutní angína má obvykle rychlý začátek. Jedná se o onemocnění bakteriálního, virového, nebo výjimečně mykotického původu. Šíří se formou kapénkové infekce. Angína je běžné onemocnění a v případě bakteriálního původu je dobře léčitelná antibiotiky. Její inkubační doba je 1–3 dny. Diagnózu lze potvrdit výtěrem z krku nebo rychlým streptokokovým testem.
Angína znamená v překladu svíravá bolest (z latinského slova angere = svírat).

## Původ
- Bakteriální – objevuje se nejčastěji v souvislosti se streptokoky (Streptococcus pyogenes). Vzácně mohou být příčinou bakterie jako Neisseria gonorrhoeae, Corynebacterium diphtheriae nebo Haemophilus influenzae.[6]
- Virový – vyskytuje se vzácněji, angína virového původu bývá způsobena viry jako je Herpes simplex či běžný chřipkový vir.
- Mykotický – nastává pouze výjimečně, tento typ je způsoben mykózou, tedy plísněmi či houbovými infekcemi.

## Příznaky
Mezi příznaky patří bolesti v krku a s tím související obtížné polykání, chrapot, kašel, otok mandlí, bolest hlavy, bolest v uších, zimnice a horečka, dávení a zvracení, ucpání nosu, nosní výtok a zvětšené mízní uzliny.
Když se angína zkomplikuje, může vzácně způsobit i absces a dušení, případně až bakteriální postižení ledvin, srdce a kloubů.
Může probíhat také nejprve zvýšením teploty, zvětšené uzliny v oblasti krku, bolest šíje a následně hlavy a nepříjemného pocitu mrazení při otáčení hlavy. Po odeznění příznaků přichází po pár dnech kromě zvětšených uzlin bolest v krku při polykání a téměř nemožnost polknout tuhou stravu. Objevuje se hnis na mandlích.

## Léčba
K léčbě se používají antibiotika a analgetika. Pokud dojde ke vzniku abscesu, je nutná chirurgická drenáž.
Pokud lékař předepíše antibiotika, doporučuje se jíst jogurt a užívat přípravky pro obnovení střevní mikroflóry (probiotika) během a především po dobrání antibiotik. Nedoporučuje se kouřit, současně by se měli nemocní vyhýbat i pasivnímu kouření. Tabákový kouř dráždí krční sliznici.
Pokud se angína často opakuje, doporučuje se u některých případů po konzultaci s lékařem chirurgické odstranění krčních mandlí. Tento zákrok se však nedoporučuje, jelikož mandle jsou jakousi bariérou, která zabraňuje bakteriím vniknutí do těla.[zdroj?]